# Suttinun Phuk-hom
Suttinun Phuk-hom (thailändisch สุทธินันท์ พุกหอม, * 29. November 1987 in Ratchaburi), auch als M (thailändisch เอ็ม) bekannt, ist ein ehemaliger thailändischer Fußballspieler.

## Karriere

### Verein
Suttinun Phuk-hom erlernte das Fußballspielen in der Schulmannschaften der Daruna Ratchaburi School, Wat Suthiwararam School sowie dem Bangkok Christian College. Seinen ersten Vertrag unterschrieb er 2007 beim Erstligisten Nakhon Pathom United FC. Nach einem Jahr wechselte er zum Ligakonkurrenten Chonburi FC. Für Chonburi absolvierte er 122 Spiele. 2019 wechselte er zum Erstligaaufsteiger PTT Rayong FC. Für PTT spielte er 17 Mal in der Ersten Liga. Nachdem PTT Rayong seinen Rückzug aus der Thai League bekannt gab, wechselte er zum Erstligisten Sukhothai FC. Im Juli 2020 unterschrieb er einen Vertrag beim Ligakonkurrenten Trat FC in Trat. Am Ende der Saison 2020/21 musste er mit Trat als Tabellenvorletzter in die zweite Liga absteigen. Nach dem Abstieg verließ er Trat und schloss sich im Juli 2021 dem Zweitligaabsteiger Uthai Thani FC an. Mit dem Verein aus Uthai Thani spielte er in der Northern Region der Liga. Am Ende der Saison 2021/22 feierte er mit Uthai Thani die Meisterschaft der Region. Nach dem Aufstieg beendete er im Sommer 2022 seine Karriere als Fußballspieler.

### Nationalmannschaft
Von 2005 bis 2006 spielte Suttinun Phuk-hom sechsmal in der thailändischen U-20-Nationalmannschaft. Fünfmal trug er von 2007 bis 2010 das Trikot der U-23-Nationalmannschaft. Für die Nationalmannschaft spielte er von 2008 bis 2018 30 Mal.

## Erfolge

### Verein
Chonburi FC
- Thailändischer Pokalsieger: 2010,  2016
- Kor-Royal-Cup-Sieger: 2008, 2009, 2011, 2012

Uthai Thani FC
- Thai League 3 – North: 2021/22

### Nationalmannschaft
Thailand U23
- SEA Games: 2007

Thailand
- ASEAN Football Championship: 2014